# Pauline Koner
Pauline Koner (* 26. Juni 1912 in New York City; † 8. Februar 2001 ebenda) war eine US-amerikanische Tänzerin, Choreographin, Tanzlehrerin und Autorin.

## Leben
Pauline Koner war die Tochter jüdischer Einwanderer aus Russland. Ihr Vater war ein sozial engagierter Rechtsanwalt. Pauline Koner war schon früh musisch interessiert und wünschte sich, bei Michel Fokine, einem wichtigen Balletreformer des frühen zwanzigsten Jahrhunderts, Unterricht nehmen zu können. Da ihre Familie dessen Honorar als unerschwinglich ansah, einigte sich ihr Vater mit ihm auf ein Tauschgeschäft, in dem er seine juristischen Dienste für Ballettstunden seiner Tochter bot.
Pauline Koner wurde außerdem in spanischem Tanz und von japanischen Choreographen unterrichtet und verschmolz die Lernerfahrungen dieser drei Stile. Sie gab ihr Solo-Debüt am 7. Dezember 1930 und erntete dafür großes Kritikerlob. In den 1930er Jahren unternahm sie Tourneen in den Nahen Osten, nach Ägypten und Palästina und in die Sowjetunion.
Nach einer Solovorstellung Koners ergab sich ein Kontakt zu Doris Humphrey, einer wichtigen amerikanischen Pionierin des Modern Dance, die in der Folgezeit, bis zu ihrem Tod im Jahr 1958, zu ihrer künstlerischen Mentorin wurde. Koners dreißigminütiges Solostück Farewell aus dem Jahr 1962, das zu ihrem bekanntesten choreographischen Werk wurde, ist Humphreys Andenken gewidmet. In den 1950er und 1960er Jahren wirkte Koner neben ihren Soloauftritten auch regelmäßig als Tänzerin der Jose Limon Dance Company sowie als Choreographin ihrer eigenen Auftritte wie auch für andere Tänzer. Von 1976 bis 1982 leitete sie eine eigene Tanzgruppe, das Pauline Koner Dance Consort.
Pauline Koner war von 1939 bis zu seinem Tod im Jahr 1973 mit dem Dirigenten Fritz Mahler verheiratet, einem Cousin des berühmten österreichischen Komponisten und Dirigenten Gustav Mahler, dessen Musikstücke sie auch für eigenen Tanzauftritte verwendete. Sie verstarb im Alter von 88 Jahren zu Hause im New Yorker Stadtteil Manhattan.

## Werk
Innovativ wirkte Pauline Koner auch als Lehrerin für darstellende Künste. Sie vertrat – gegen traditionelle Vorstellungen – die Überzeugung, dass hervorragende Leistungen auf diesem Gebiet lehr- und lernbar sind. Durch sorgfältige Analyse ihrer eigenen Auftritte wie auch der anderer hervorragender Tänzer entwickelte sie ihren Meisterkurs Elements of Performance (Elemente der Vorführung/Darstellung), den sie an verschiedenen Orten in den USA sowie Europa und Asien unterrichtete, wozu sie auch ein Lehrbuch veröffentlichte.

## Schriften
- Solitary Song. Duke University Press 1989, ISBN 978-0-8223-0878-2. (Autobiographie).
- Elements of performance: A guide for performers in dance, theatre and opera. Harwood Academic Publishers, London 1993.